# Antisémitisme sous la Troisième République

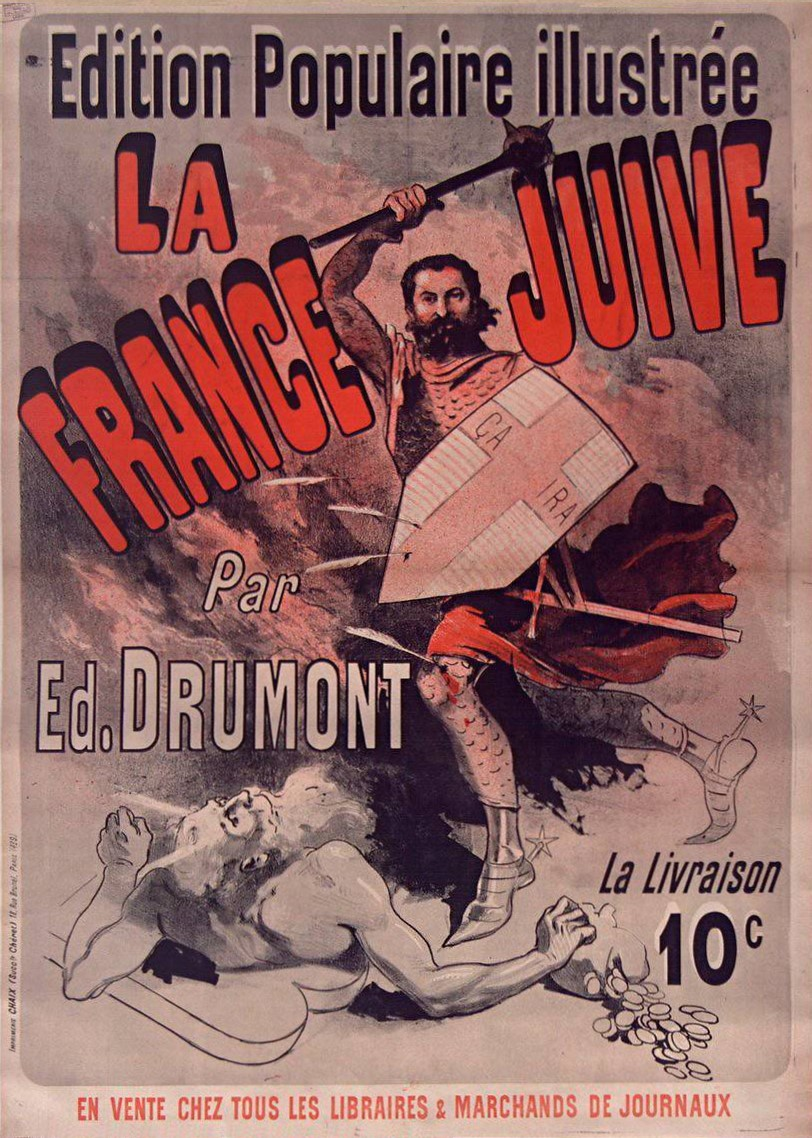
Affiche de l'imprimerie de Jules Chéret pour l'édition populaire illustrée du pamphlet antisémite d'Édouard Drumont, La France juive, édition de 1892.

Pour un article plus général, voir Antisémitisme en France.
L'antisémitisme sous la Troisième République (1870-1940) commence en particulier avec l'affaire Dreyfus, la crise boulangiste et l'avènement des ligues anti-parlementaires d'extrême droite, alors que le nationalisme devient une valeur de droite. Il connaît d'abord une phase d'expansion avec l'affaire Dreyfus, qui retombe au début du XXe siècle, moment qui voit la naissance de l'Action française. L'antisémitisme, auparavant partagé dans les rangs de la gauche, devient une idéologie de droite voire, en particulier après l'Union sacrée de la Première Guerre mondiale, d'extrême droite. Les années 1930 voient une résurgence de l'antisémitisme, qui se mêle alors avec la dénonciation du « judéo-bolchévisme » apparu à la suite de la révolution d'Octobre.

## L'antisémitisme de 1870 à 1914

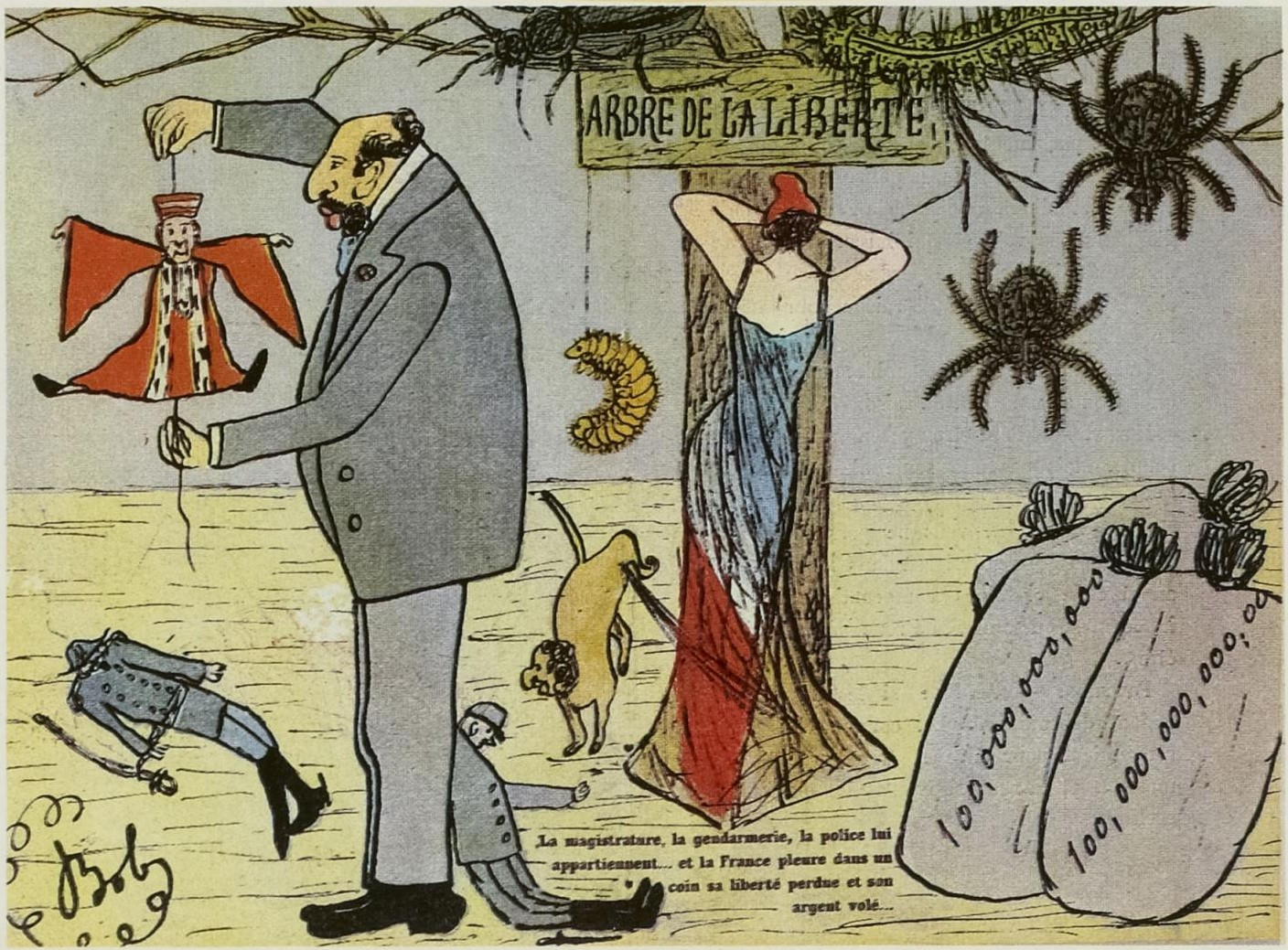
Caricature antisémite figurant Cornelius Herz, protagoniste du scandale de Panama.
Dessin de Bob, avant 1899 (musée Carnavalet).

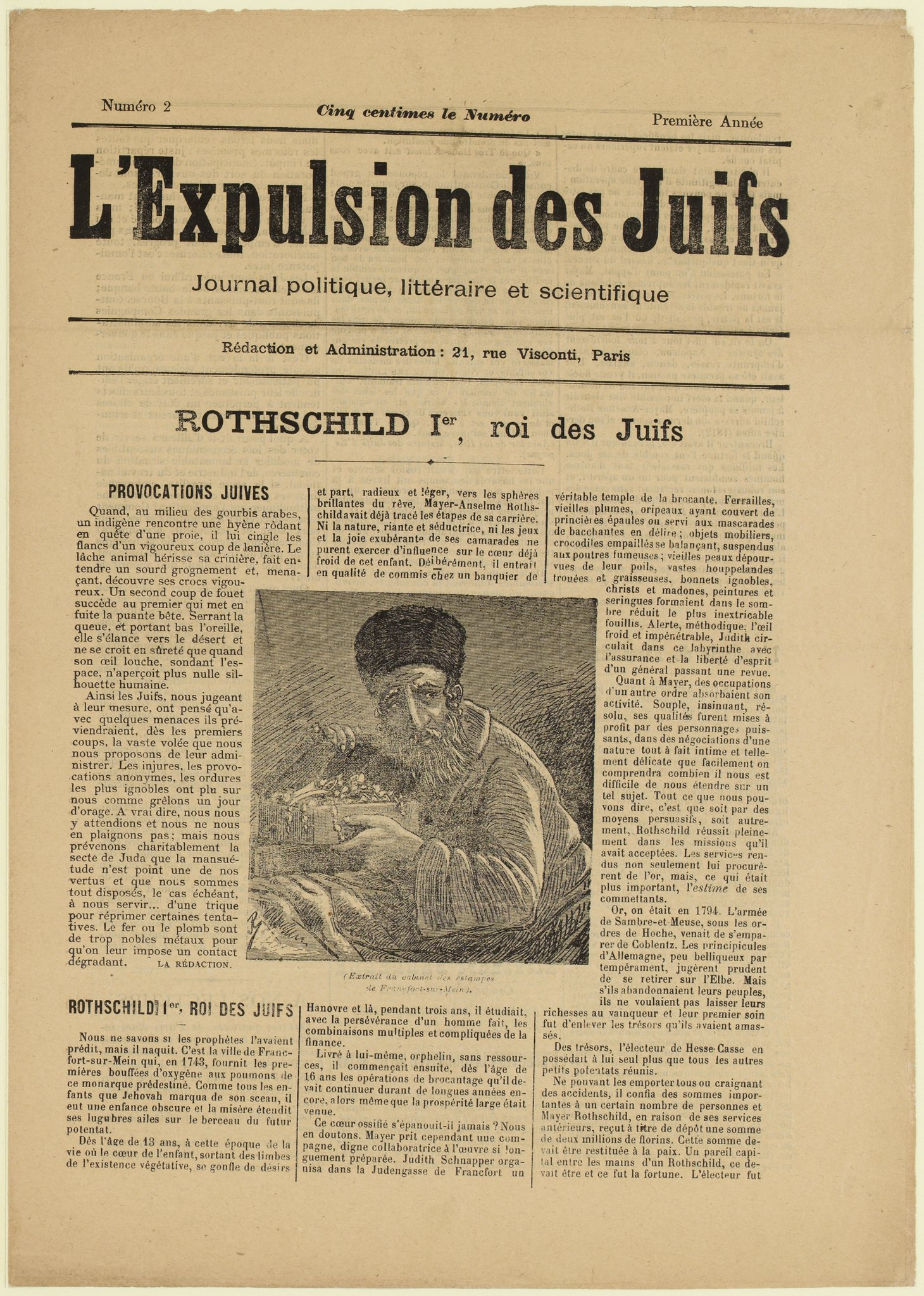
« Rothschild Ier, roi des Juifs » : une de L'Expulsion des Juifs. Journal politique, littéraire et scientifique, no 2, 1887.

L'antisémitisme français à la fin du XIXe siècle est remarquable par son activisme et sa popularité, comme le prouvent le nombre impressionnant et la virulence des publications antisémites en France, dont en particulier le pamphlet d'Édouard Drumont, La France juive (1886, réédité en 1892) et son journal La Libre Parole.
Pendant cette période, et particulièrement au paroxysme de l'Affaire Dreyfus, ont lieu de graves émeutes dans plusieurs villes françaises (Paris, Marseille, Lyon, Nancy, Bordeaux, Perpignan, Angers…) où des groupes pouvant compter jusqu'à un millier de personnes s'attaquent à des boutiques tenues par des Juifs. À Paris, des bandes organisées mènent des émeutes dans les quartiers juifs (notamment au Marais ou à Belleville). Ces bandes regroupent des individus issus de communautés spécifiques (notamment les équarrisseurs de la Villette) et sévissent principalement entre 1892 et 1894. Si en 1889, l'antisémitisme n'est pas un projet politique en soit, à l'exception d'une petite minorité dans l'extrême gauche et l'extrême droite, l'échec du boulangisme et l'exposition des milieux antisémites début 1890, grâce notamment à Francis Laur, augmente sa portée médiatique. En revanche, l'écho politique reste limité, en raison de l'opposition de Paul Déroulède et de Georges Boulanger, accompagnés par Alfred Naquet et Georges Laguerre qui lutte contre leur influence au sein du boulangisme en perdition.  Aux élections municipales de Paris en avril, ils présentent huit candidats et ne recueille que 0,75 % des voix. Cependant, Drumont et Morès obtiennent chacun environ 10 % des voix dans leur quartier d'élection.
Il imprègne peu à peu presque toute la droite française, comme on va le voir au moment du scandale de Panama et de l'affaire Dreyfus. Le krach de l'Union générale, en 1882, banque fondée par un ancien employé des Rothschild, semble être un des facteurs déclenchants de la vague d'antisémitisme. En 1890, La Croix se proclame le journal catholique le plus anti-juif de France.
Lié au nationalisme et au racialisme, l'antisémitisme devient alors une revendication majeure de l'extrême droite. S'il concerne majoritairement la droite et l'extrême-droite, l'antisémitisme n'épargne pas entièrement la gauche, en particulier parmi une minorité de représentants du syndicalisme révolutionnaire, mouvement qui donne lieu au débat sur l'existence, ou non, d'un « fascisme français ».
- L'antisémitisme de droite est un antisémitisme d'origine religieuse très ancien (thème du peuple déicide développé dans les publications catholiques, et particulièrement La Croix, quotidien catholique, alors antisémite, fondé en 1883), activé par un nationalisme français revanchard à la suite de la guerre franco-prussienne de 1870-71. À cet antijudaïsme traditionnel se juxtapose l'antisémitisme moderne, lié aux thèses racialistes affirmant la supériorité de la « race blanche », qui serait fondée par la science (anthropométrie, craniométrie, etc.). Les thèmes du « Juif errant » et du « cosmopolite sans racine » s'y mêlent aussi.

- L'antisémitisme de gauche se mêle à l'anticapitalisme, considérant que le capital est aux mains des juifs. L'affaire Dreyfus rend celui-ci extrêmement minoritaire, la plupart des personnalités venues de ce milieu basculant à droite voire à l'extrême-droite.

### L'antisémitisme à la Chambre des députés

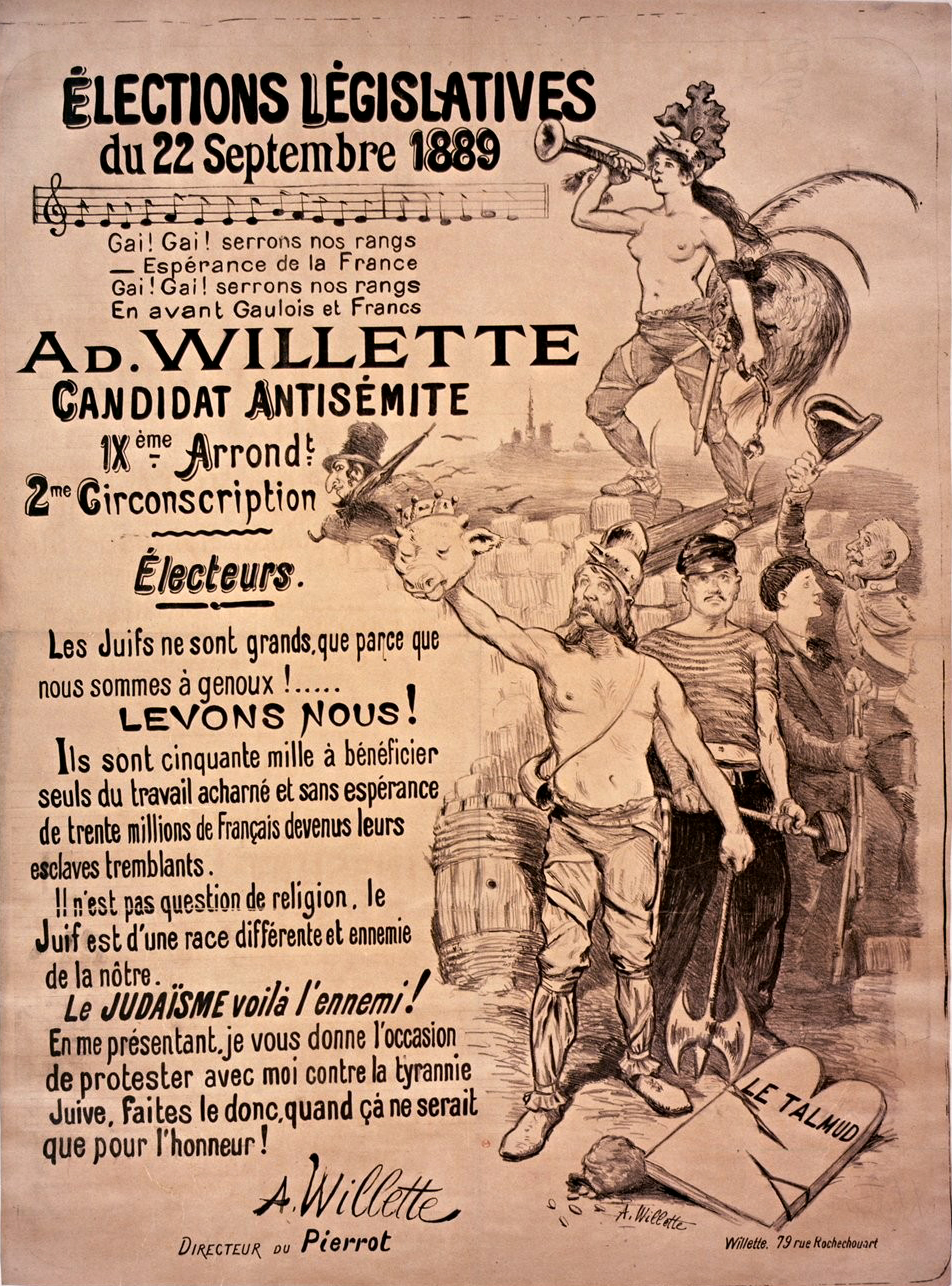
« Adolphe Willette, candidat antisémite. Le judaïsme, voilà l'ennemi ! ».
Affiche pour les élections législatives du 22 septembre 1889.

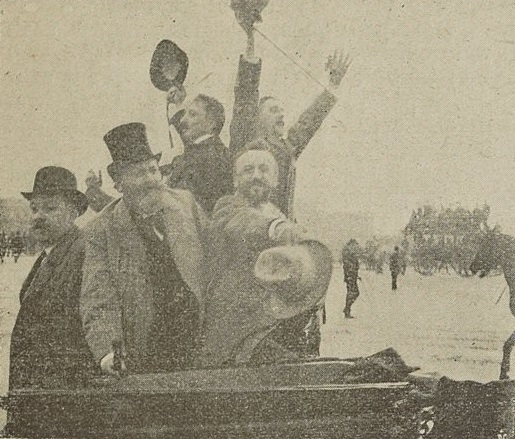
Arrivée des députés du groupe antijuif à la Chambre lors de la rentrée parlementaire de 1898.

L'antisémitisme populaire de Drumont est cependant peu représenté à la Chambre des députés, malgré la présence croissante de députés antisémites avec le développement de l'affaire Dreyfus. Bien que majoritairement de droite, ceux-ci siègent à divers endroits de l'Assemblée, en particulier après les législatives de 1889 portées par la vague boulangiste. Parmi ces députés : le royaliste vendéen Armand Léon de Baudry d'Asson ; plusieurs boulangistes admirateurs de Drumont, dont Maurice Barrès, le bonapartiste Lucien Millevoye, membre de la Ligue antisémitique, Francis Laur, le royaliste Jules Delahaye, etc.. Ils restent cependant minoritaires : les interpellations de Laur suscitent l'indifférence ou l'hilarité. Plusieurs de ces députés ne sont pas réélus aux législatives de 1893, qui voient cependant l'entrée de Théodore Denis, Henri Michelin et le vicomte d'Hugues, élu dans les Basses-Alpes et fier d'être le seul « qui ait inscrit dans son programme électoral la question juive ». D'Hugues reste cependant discret à la Chambre.
En mai 1895, plusieurs de ces députés (Théodore Denis, le comte de Pontbriand, Baudry d'Asson) réclament l'exclusion des juifs de la fonction publique, voire de le retrait de leur nationalité française. Ces propositions ne reçoivent cependant que peu d'échos parmi leurs collègues. La presse ridiculise ces deux jours de débat oiseux, mais La Petite Gironde constate cependant l'existence réelle de relais parlementaires à cet antisémitisme, assimilé à un « réveil des passions qui ont ensanglanté le Moyen Âge ».
Avec le développement de l'affaire Dreyfus, l'antisémitisme passe définitivement à droite, des réflexes d'union républicaine présageant à gauche le cabinet Waldeck-Rousseau. Le député Gustave Rouanet moque ainsi l'anti-capitalisme antisémite de gauche, recueillant l'approbation de la majorité du centre et de la gauche. Sur proposition de Paul Faure, le groupe radical-socialiste exclut ainsi, en décembre 1898, ses quelques députés antisémites, en particulier Émile Morinaud. Une vingtaine de députés, tous membres de courants nationalistes (boulangistes, royalistes, déroulédiens…), constituent en juin 1898 un « groupe antisémite » à la Chambre, sous la présidence de Drumont (voir liste en note).
Près de la moitié de ces députés rejoindront après les élections de 1902 l'Action libérale, principal parti d'opposition au Bloc des gauches, et deviendront des conservateurs bon teint. Maurice Barrès et l'Action française, avec Jules Delahaye, deviennent alors les nouveaux porte-paroles de l'antisémitisme.
Le parlementarisme spécifiquement antisémite ne perdure cependant pas à l'assemblée, et disparaît après 1909 jusqu'aux années 1930.

## L'antisémitisme de la fin de la Première Guerre mondiale jusqu'au Front populaire (1936)

Charles Maurras et Léon Daudet, dirigeants de l'Action française.

Lors de la Première Guerre mondiale, la participation des juifs à l'Union sacrée amène Maurice Barrès à les inclure dans Les Diverses familles spirituelles de la France (1917), tranchant ainsi avec la dénonciation des « quatre États confédérés : Juif, Protestant, Maçon et Métèque » du chef de l'Action française, Charles Maurras. Mais l'antisémitisme, un temps apaisé, ressurgit lors des années 1930, stimulé par la crise économique, le chômage, l'afflux des juifs allemands fuyant le nazisme et l'accession au pouvoir du Front populaire, dirigé par Léon Blum.
Marginalisé, il devient une valeur étendard de l'extrême droite, portée par de nombreuses publications antisémites. Avec la Révolution bolchévique, il se focalise désormais sur la dénonciation du « judéo-bolchévisme », étant ainsi lié à l'anti-communisme. Le codirecteur de L'Action française, Léon Daudet, qui remplace Jules Delahaye comme porte-parole de l'antisémitisme parmi les députés, en est l'illustration, félicitant par ailleurs le conservatisme d'un Georges Mandel ou d'un Édouard Ignace.
Roger Lambelin préface en 1920 les Protocoles des Sages de Sion, pamphlet conspirationniste ré-édité à plusieurs reprises malgré l'enquête du Times de Londres, en 1921, qui conclut à la supercherie. Daudet combat ainsi, en novembre 1921, le projet socialiste d'impôt sur le capital en faisant l'apologie de ce faux et de La Vieille France, une revue peu diffusée d'Urbain Gohier.
Si en 1927, Samuel Schwartzbard, qui a assassiné l'hetman Petliura est acquitté par la Cour d'assises de la Seine, des manifestations antisémites accueillent une pièce de Jacques Richepin sur l'affaire Dreyfus en 1931 et en 1933. Lors de la montée du nazisme, les frères Jérome et Jean Tharaud écrivent, dans un livre au titre significatif, Quand Israël n'est plus roi : « Ce qui étonne davantage, c'est que soixante-cinq millions d'Allemands se soient laissé dominer de la sorte de la sorte par six cent mille Juifs ».
L'affaire Stavisky entraîne elle aussi une montée de l'antisémitisme qui n'est pas étranger à l'émeute du 6 février 1934, quand les ligues antiparlementaires, qui se multiplient à chaque Cartel des gauches, ne sont pas loin d'entraîner la chute du régime républicain.

### Les publications antisémites
La Revue internationale des sociétés secrètes, dirigée d'abord par Mgr Jouin puis par le chanoine Schaefer, dirigeant de la Ligue franc-catholique, passe de 200 abonnés en 1912 à 2000 en 1932. Le journaliste catholique Léon de Poncins, adepte des théories du complot et collaborateur de nombreux journaux (dont Le Figaro, dirigé par François Coty, ou L'Ami du Peuple, sous-titré « Hebdomadaire d'action racique (sic) contre les forces occultes ») y participe, ainsi que l'occultiste Pierre Virion, qui fonde après-guerre une association avec le général Weygand, Ministre de la Défense nationale de Vichy avant de faire appliquer les lois racistes en Afrique du Nord.
Le Grand Occident, animé par les antidreyfusards Lucien Pemjean, Jean Drault et Albert Monniot, tire à 6 000 exemplaires en 1934. Le Réveil du peuple, organe du Front Franc de Jean Boissel, auxquels collaborent Jean Drault et Urbain Gohier, diffuse 3 000 exemplaires en 1939. Disparue en 1924, La Libre Parole est à nouveau publiée en 1928-1929, sans réussir à décoller, puis en 1930 par Henry Coston (alias Georges Virebeau), qui la dirige jusqu'à la guerre. Beaucoup d'antisémites célèbres écriront dans ses colonnes, dont Jacques Ploncard, Jean Drault, Henry-Robert Petit, Albert Monniot, Mathieu Degeilh, Louis Tournayre ou Jacques Ditte. Le mensuel éponyme diffuse à 2000 abonnés.
D'autres revues sont plus éphémères, telles que La France Réelle, proche de l'AF ; L'Insurgé, pro-fasciste ; ou L'Ordre National, proche de la Cagoule, un groupe terroriste anticommuniste et antisémite, financé par le fondateur de L'Oréal, Eugène Schueller. Ce dernier publie des articles d'Hubert Bourgin et Jacques Dumas.
Céline publie Bagatelles pour un massacre pour la première fois en 1937, tandis que Georges Montandon, un ethnologue tenant des thèses racialistes, publie en 1939, dans La Contre-Révolution, un article intitulé « La Solution ethno-raciale du problème juif ».

### L'antisémitisme dans les ligues et les partis politiques

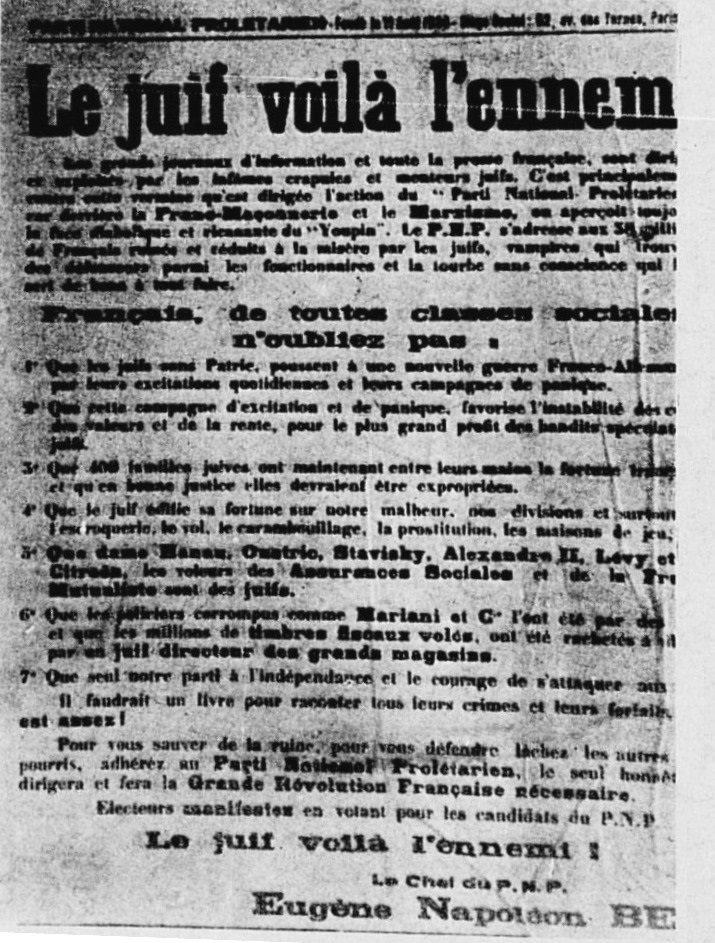
Affiche antisémite du Parti national prolétarien en 1935.

Fondée pendant l’affaire Dreyfus, l'Action française rassemble en 1934 60 000 adhérents.
La Solidarité française est une ligue fasciste dirigée par le commandant Renaud, elle est fondée en 1933, la même année que le Francisme dirigé par Marcel Bucard. Ces deux ligues regroupent chacune 10 000 personnes. Le Francisme est devenu antisémite à partir de 1936. Le Parti populaire français, fondé en 1936, est dirigé par Jacques Doriot. Ce parti compte à son apogée 100 000 adhérents.
Certains partis qui n’étaient pas antisémites à l’origine le deviennent dans les années 1930. Ainsi, les Comités de défense paysanne d'Henri Dorgères penchent vers le fascisme puis l’antisémitisme dès le début des années 1930. Ce parti compte alors 150 000 à 200 000 adhérents.
D’autres ligues agissent qui sont plus petites mais surtout beaucoup plus violentes, notamment la Ligue Franc-Catholique, formée en 1927 et dirigée par le chanoine Schaeffer, ou encore le Front de la jeunesse fondé à la fin de l'année 1937 par l'avocat Jean-Charles Legrand.
Deux groupuscules ouvertement antisémites, le Front franc de Boissel et le Parti national prolétarien entretiennent des liens directs avec les nazis d'outre-Rhin.

## L'antisémitisme sous le Front Populaire

Maison France 1936, affiche de propagande antimaçonnique et antisémite.

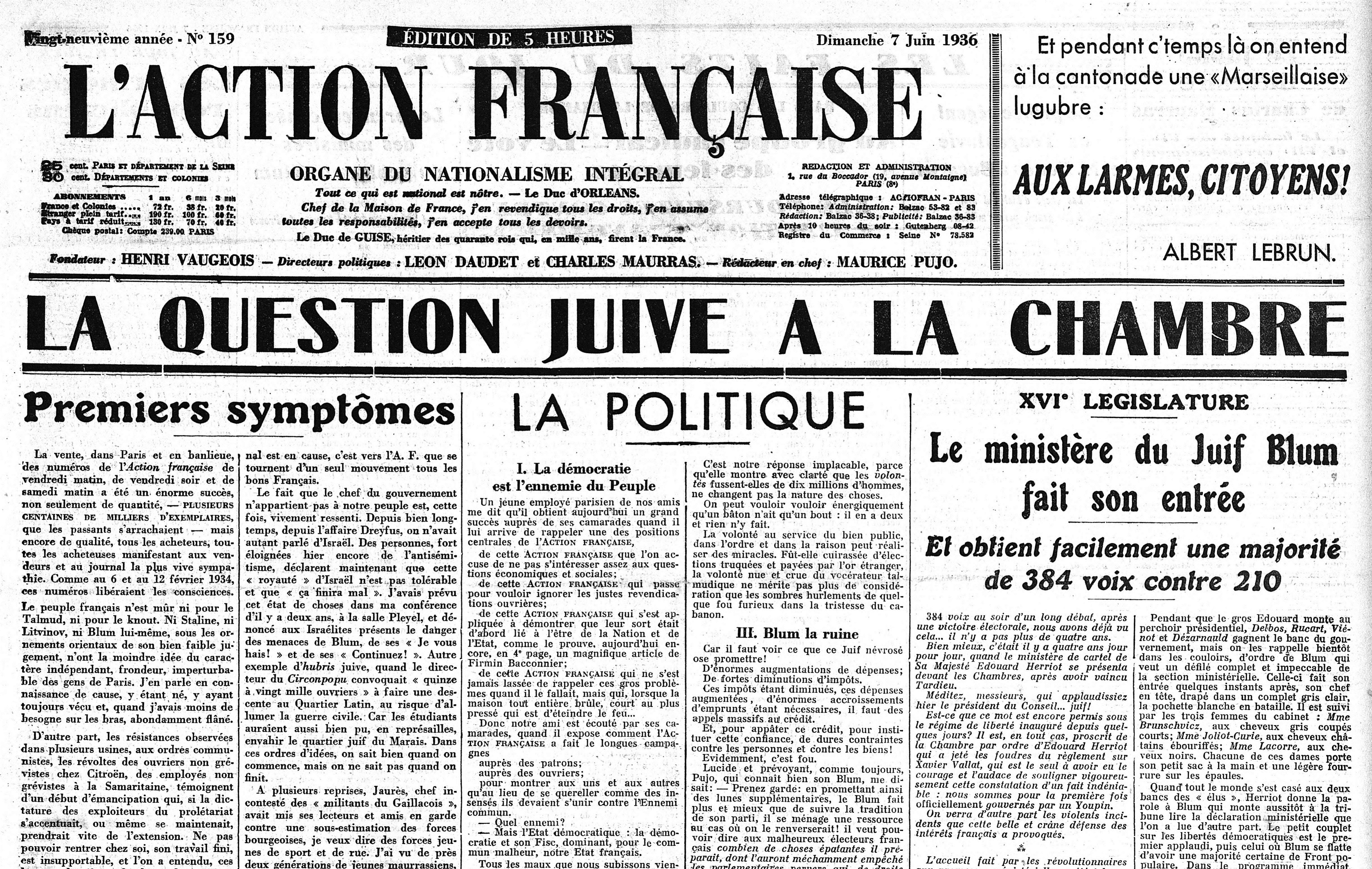
La question juive à la Chambre, manchette de L'Action française du 7 juin 1936.

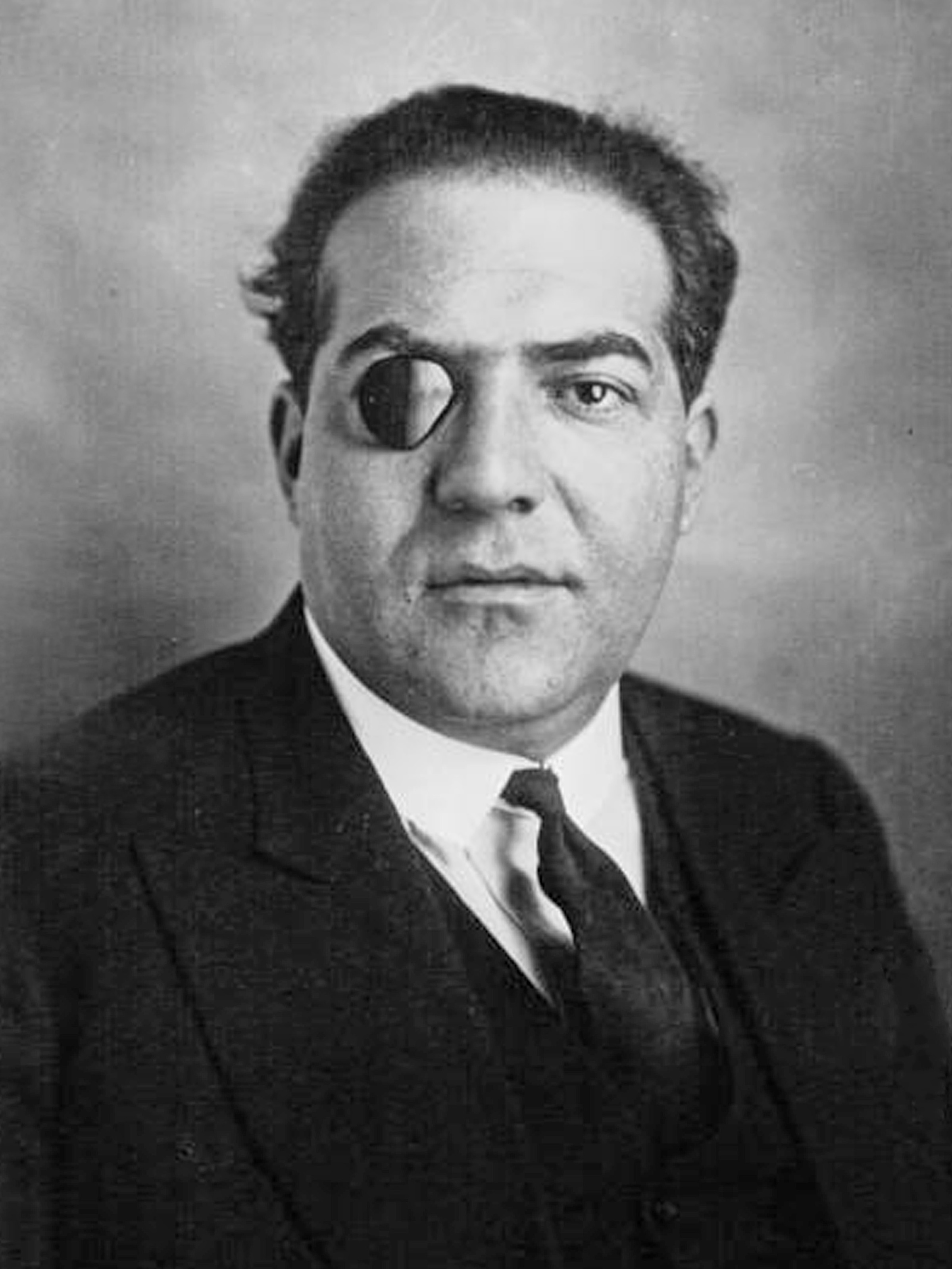
Xavier Vallat.

L'arrivée au pouvoir de Léon Blum déclenche les foudres de l'extrême droite parlementaire et des ligues qui lui sont affiliées, suscitant une recrudescence de l'antisémitisme. S'il était porté, à la Belle Époque, par des députés marginaux, il bénéficie désormais d'une réelle écoute, notamment à travers la parole du vice-président du groupe parlementaire de la Fédération républicaine, Xavier Vallat. À l'arrivée de Blum, celui-ci déclare à la tribune : « Pour la première fois, ce vieux pays gallo-romain sera gouverné par un Juif ».
Parmi les antisémites (Vallat, Joseph Massé, Louis Biétrix, etc.), beaucoup préfèrent Hitler à Léon Blum comme Salomon-Kœchlin : « mieux vaut mille fois, pour un peuple sain, la férule d’un Hitler que la verge d’un Léon Blum ».
L'admiration envers le nazisme ou/et le fascisme n'est pas unanime dans les rangs de l'extrême-droite antisémite, la germanophobie et le nationalisme induisant, chez certains, le rejet du nazisme. L’Action française, royaliste, et les Maurrassiens sont méfiants vis-à-vis de Hitler. La plupart des antisémites, même Lucien Rebatet, ne souhaitaient pas que la France imite les méthodes allemandes. Ils estiment ne pas être influencés par le nazisme car l’antisémitisme français repose selon eux sur des arguments traditionnels.
En 1937, paraît Bagatelles pour un massacre de Céline, où l'auteur tient des propos d'une extrême violence : « Qu'ils crèvent, eux, tous d'abord, après on verra ».
En novembre 1938, l'assassinat d'un conseiller de l'ambassade d'Allemagne à Paris par Herschel Grynszpan fournit un prétexte à Hitler pour déclencher la Nuit de Cristal mais avive l'inquiétude et l'embarras des juifs de France devant l'afflux d'immigrés juifs d'Europe de l'Est.
Les juifs de France réagissent faiblement à cette situation. Un comité national de secours aux victimes de l'antisémitisme de l'Allemagne se crée mais est vite dépassé. Certains veulent garder un profil bas face au nazisme et à l'antisémitisme tel le jeune Edgar Morin et d'autres appellent à la résistance au nazisme, comme Julien Benda.

## Revendications antisémites

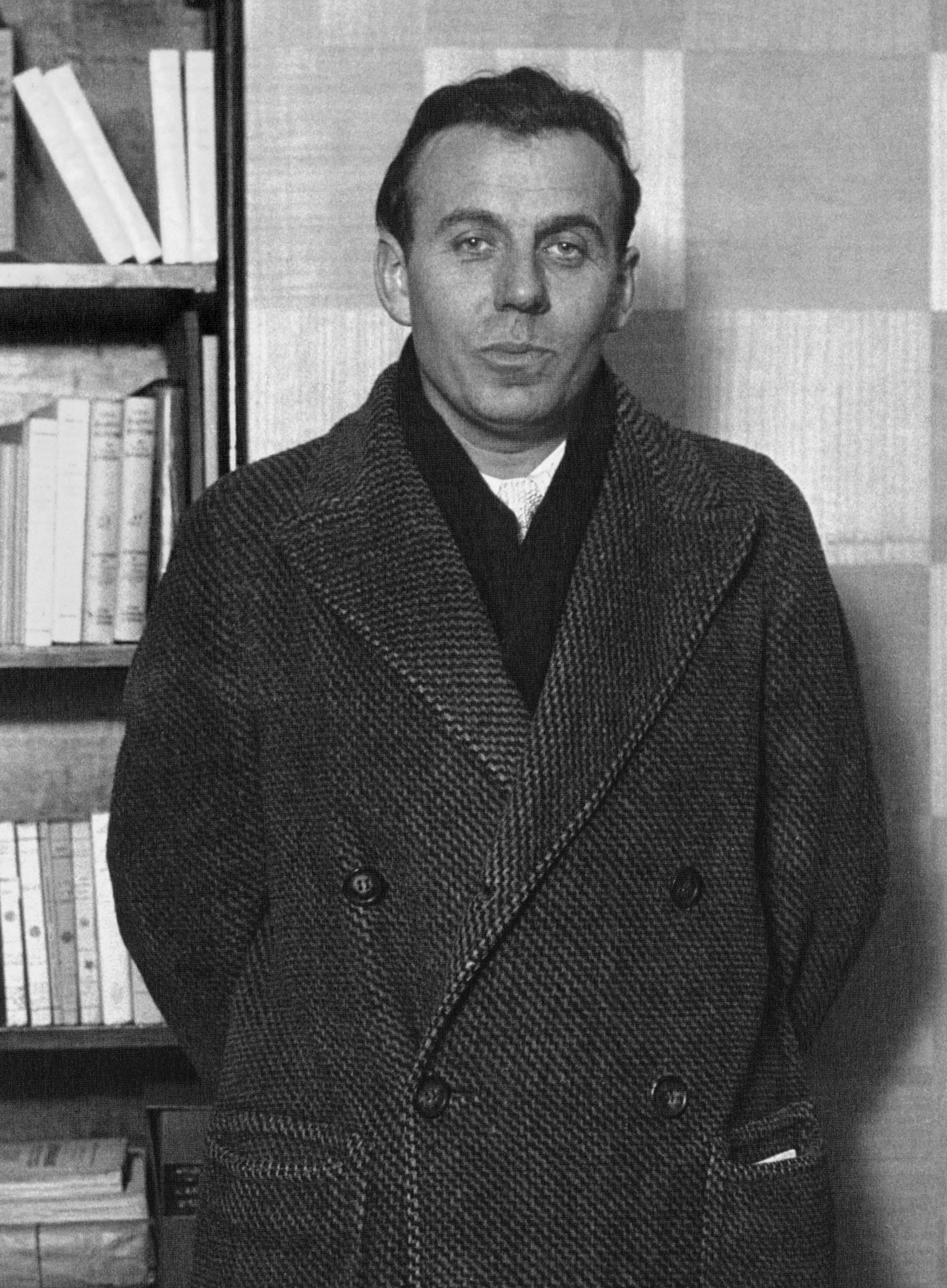
Louis-Ferdinand Céline.

Les antisémites considéraient non seulement qu’il était désormais devenu indispensable de fermer les frontières mais ils pensaient également qu’il fallait expulser les juifs réfugiés.
Céline clamait ainsi : « Faut les renvoyer chez Hitler ! En Palestine ! En Pologne ! ». Quelques antisémites sortaient des chiffres ; ainsi, Laurent Viguier évaluait la communauté juive à 800 000 personnes et il estimait que 300 000 restait un nombre « tolérable ». Ses estimations sont exagérées puisque dans les années 1930 on ne dénombre que 300 000 juifs en France (soit 0,7 % de la population totale).
D’autres antisémites prônaient des mesures légales et un statut juridique. Ils voulaient dissocier une nationalité juive de la nationalité française, sans faire de différences entre les israélites depuis longtemps intégrés et les nouveaux arrivés. Ils ne ménageaient pas non plus les anciens combattants juifs, tout en sachant que parmi eux les pertes avaient été nombreuses durant la Grande Guerre. Les mesures légales envisagées consistaient à priver les juifs de droits publics et à les proscrire de la fonction publique. René Gontier affirmait qu'« ils ne seront ni électeurs ni éligibles ».
Les revendications antisémites consistaient à interdire les organisations juives telles que l’Alliance israélite universelle ou la Ligue Internationale contre l’antisémitisme. Les plus extrémistes voulaient interdire le travail aux juifs, ce qui en somme rejoignait l’idée d’expulser les juifs, puisque sans travail, ces derniers seraient obligés de partir. Ils voulaient en particulier limiter les activités exercées par les juifs dans la presse, la banque, l’industrie, le commerce, les professions libérales, la culture et le spectacle. Des groupes de théoriciens antisémites demandaient aussi la confiscation des biens des juifs.
Ils professaient une grande hostilité envers les mariages mixtes, mais sans demander de mesure légale.
Quelques lois anti-étrangers furent promulguées dans ce contexte, en réponse à des manifestations, venant notamment du milieu de la médecine ou des avocats (loi Armbruster du 21 avril 1933, limitant la médecine aux personnes diplômées de nationalité française ; loi concernant les avocats de juillet 1934, limitant la profession à ceux résidant sur le territoire depuis plus de dix ans - voir Histoire de l'immigration en France).